# Ernest A. Janson

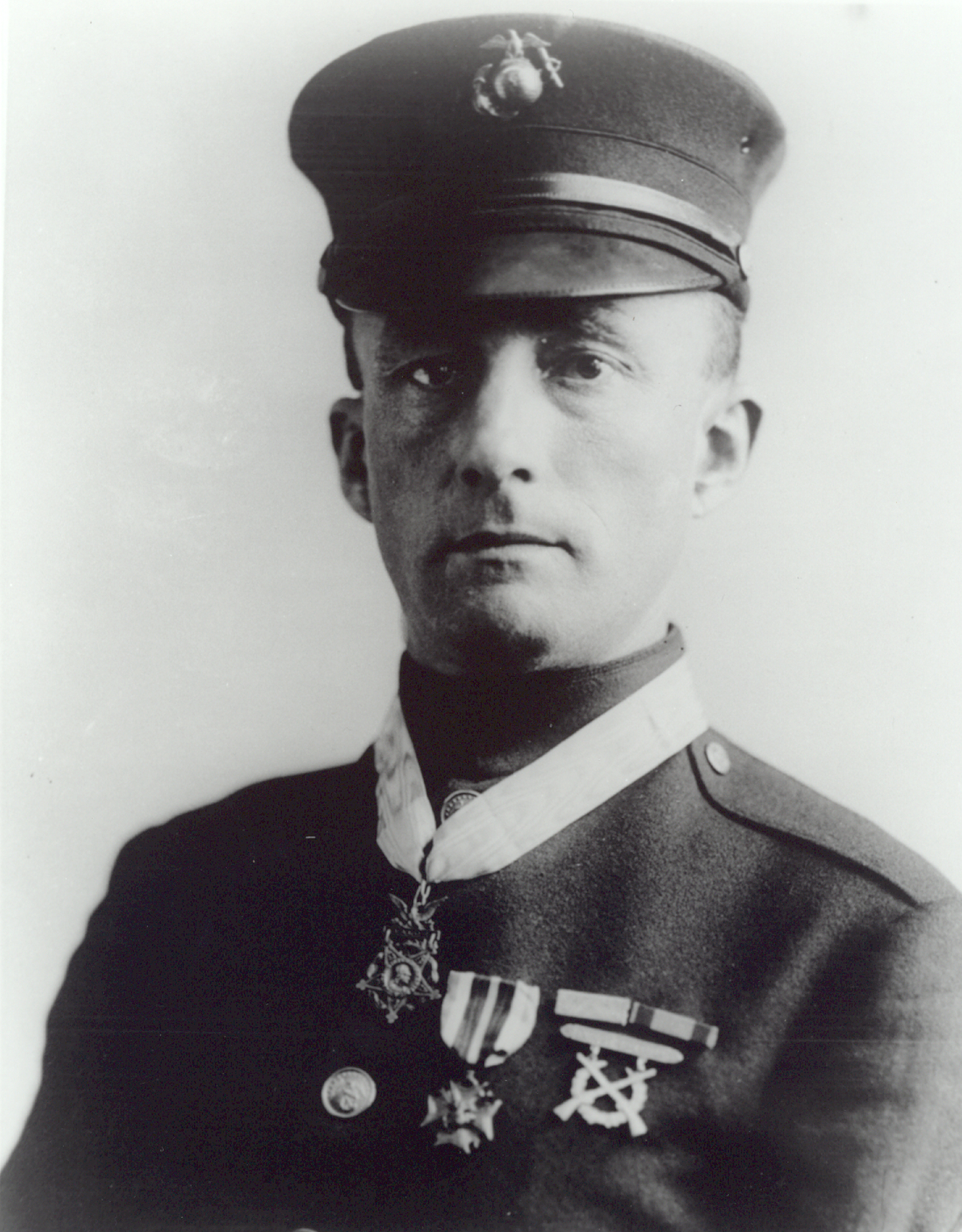
Ernest A. Janson

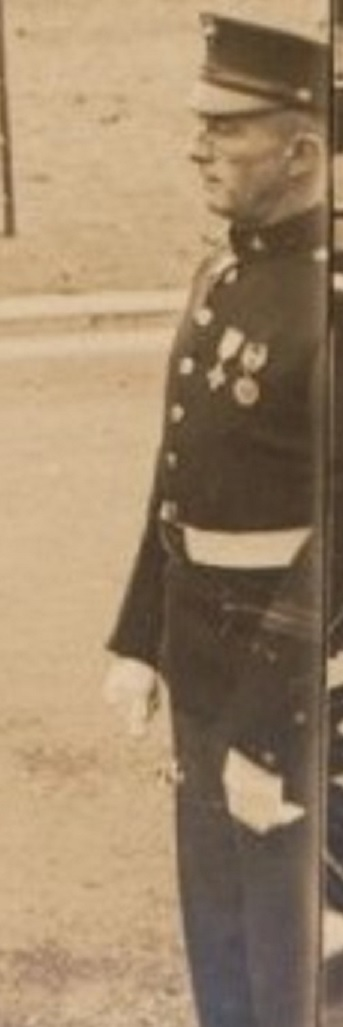
Ernest A. Janson mit der Tiffany Cross Medal of Honor

Ernest August Janson (geboren am 17. August 1878 in New York City, USA; gestorben am 14. Mai 1930 auf Long Island, USA) war ein Veteran des United States Marine Corps. Während seiner Dienstzeit wurde er zweimal mit der Medal of Honor ausgezeichnet. Damit gehört er zu den nur 19 Personen, die diese Auszeichnung zweifach erhielten. Er diente im Ersten Weltkrieg auch unter dem Namen Charles F. Hoffman.

## Leben
Ernest A. Janson wurde am 17. August 1878 in New York City geboren. Nachdem er zuvor 10 Jahre in der United States Army gedient hatte, schrieb er sich am 14. Juni 1910 in das United States Marine Corps (USMC) ein. Er diente vor dem Ersten Weltkrieg unter anderem auf der USS Nebraska (BB-14) und der USS Montana (ACR-13).
Am 14. Juni 1917 wurde seine Einheit als Teil der ersten US-Truppen an Bord der USS DeKalb nach Frankreich entsendet, um dort an den Kampfhandlungen des Ersten Weltkrieges teilzunehmen.
Im Zuge der Deutsche Frühjahrsoffensive 1918 wurde seine Einheit am 6. Juni 1918 in der Nähe von Château-Thierry in schwere Kampfhandlungen verwickelt. Die Einheit war gerade dabei die Erhöhung Hill 142 einzunehmen, als Ernest Janson zwölf feindliche Soldaten dabei beobachtete, wie sie eine überlegene Feuerstellung einnehmen wollten. Er griff die Soldaten im Alleingang mit dem Bajonett an, konnte zwei von ihnen töten und den Rest in die Flucht schlagen, obwohl er selbst schwer verwundet wurde. Zudem konnte er hierbei fünf leichte Maschinengewehre erbeuten. Für den selbstlosen Einsatz, um das Leben seiner Kameraden zu schützen, wurde er mit der Medal of Honor der US Army, sowie der Medal of Honor der US Navy ausgezeichnet. Zudem wurde er hierfür mit verschiedenen weiteren Ehrungen ausgezeichnet (unter anderem: Médaille militaire, Croix de guerre, Cruz de Guerra (Portugal), Croce di Guerra (Italien)).
Ernest A. Janson verließ das USMC endgültig am 30. September 1926 im Rang eines Sergeant Majors und trat seinen Ruhestand an. Nach kurzer Krankheit verstarb er am 14. Mai 1930. Er wurde auf dem Evergreen Cemetery in Brooklyn, New York City beerdigt.

## Ehrungen
- Medal of Honor (US Army)
- Medal of Honor (US Navy)
- Médaille militaire
- Croix de Guerre